# Ernest Hecht
Ernest Hecht (21. září 1929 – 13. února 2018) byl britský vydavatel. Pocházel z Československa, odkud odešel v roce 1939 v rámci Kindertransportu. Jeho otec byl v Československu vlastníkem továrny. V roce 1951 Hecht založil nakladatelství Souvenir Press. V roce 2001 získal za celoživotní přínos cenu British Book Awards. Dále je například držitelem Nerudovy medaile. Roku 2015 získal Řád britského impéria.